# Partia Socjaldemokratyczna (Gabon)
Partia Socjaldemokratyczna (fr. Parti Social-Démocrate, PSD) – gabońska partia polityczna założona w 1991.

## Poparcie
| Wybory | Mandaty (Zgromadzenie Narodowe) | Zmiana |
| ------ | ------------------------------- | ------ |
| 2001   | 1/120                           | –      |
| 2006   | 2/120                           | 1      |
| 2011   | 1/120                           | 1      |

W wyborach do Senatu w 2003 roku Partia Socjaldemokratyczna wprowadziła jednego przedstawiciela. W dwóch kolejnych w 2009 i 2014 z jej ramienia w izbie wyższej zasiadło dwóch reprezentantów.